# 日本三大喧嘩祭り

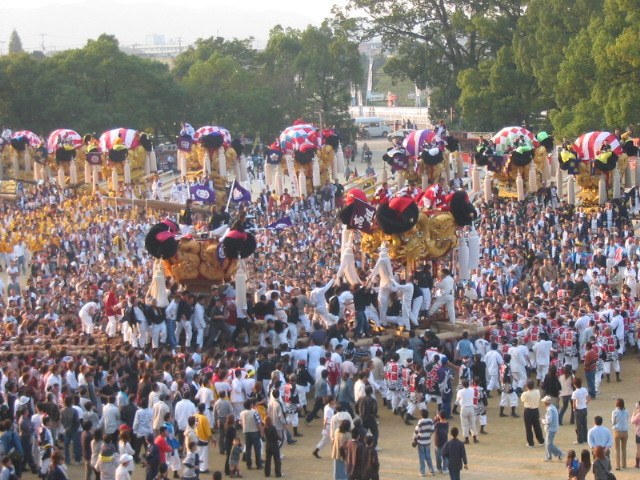
新居浜太鼓祭り鉢合わせ

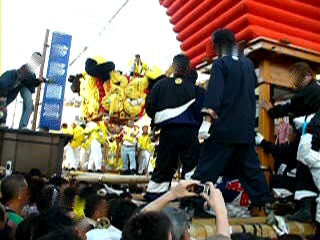
新居浜太鼓祭り鉢合わせ

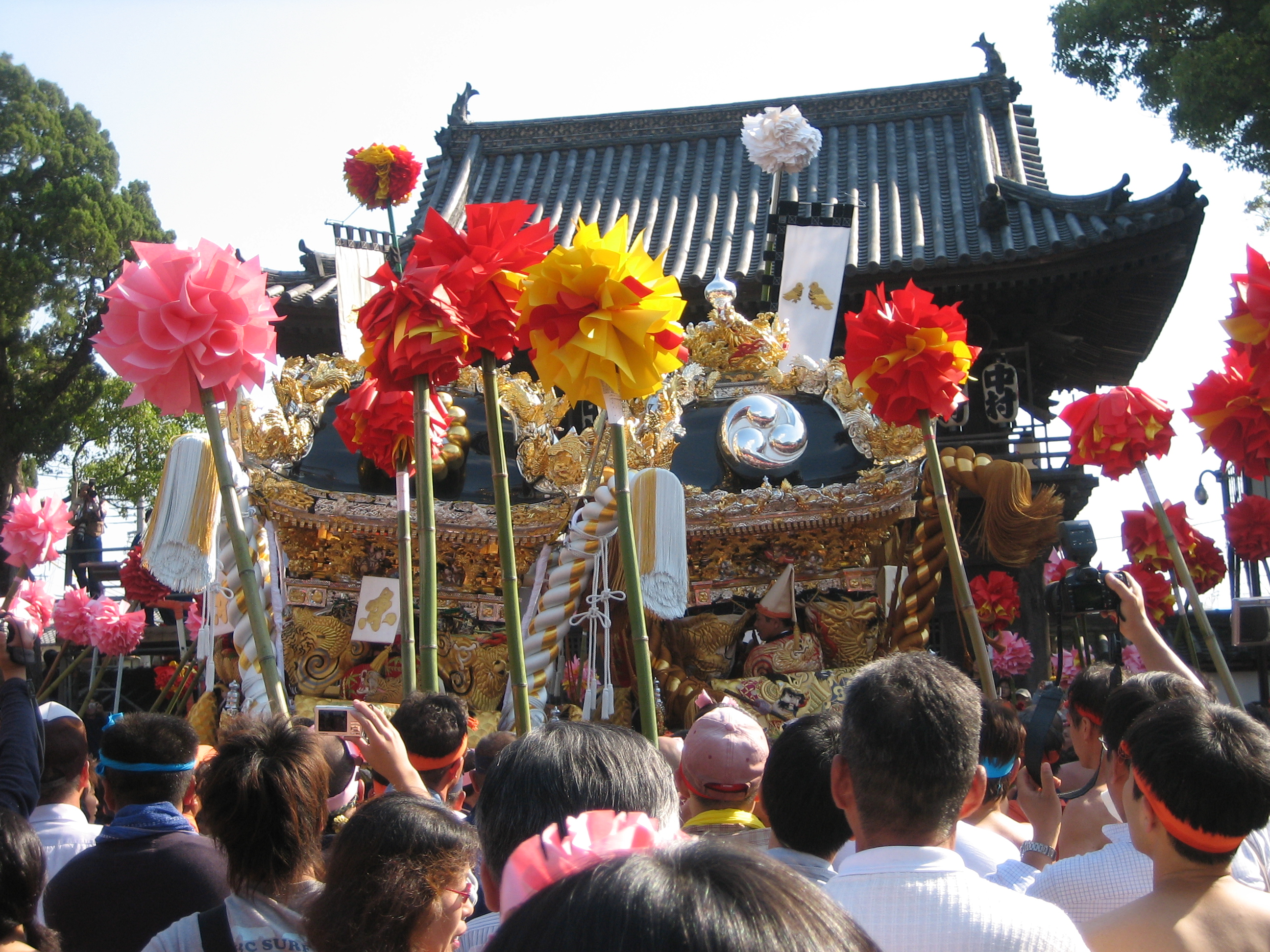
灘のけんか祭り練り合わせ

日本三大喧嘩祭り（にほんさんだいけんかまつり）は、日本で開かれる喧嘩祭りの名数。

## 概要
日本三大喧嘩祭りには諸説あり、以下の祭りが日本三大喧嘩祭りとして取り上げられている。
- 飾山ばやし(角館祭り)（秋田県仙北市、9月7日 - 9月9日）[1]
- 飯坂けんか祭り（福島県福島市、10月の第1土曜日を中心）[1]
- 伏木曳山祭（富山県高岡市、5月の第3土曜日）[1][2]
- 灘のけんか祭り（兵庫県姫路市・松原八幡神社、10月14日 - 10月15日）[1]
- 新居浜太鼓祭り（愛媛県新居浜市、10月16日 - 10月18日）[1]
- 伊万里トンテントン祭り（佐賀県伊万里市、10月19日の神殿祭にあわせた土曜日曜）[1]